# DDR-Meisterschaften im Feldfaustball 1964
Die DDR-Meisterschaften im Feldfaustball 1964 waren die 15. Austragung der DDR-Meisterschaften der Männer und Frauen im Feldfaustball der DDR im Jahre 1964.
Der letzte Spieltag fand am 15. und 16. August 1964 in Görlitz statt.

## Frauen
Die Frauenliga wurde in diesem Jahr in drei Staffeln ausgetragen: Einheit Rostock, Lok Schwerin und Motor Rathenow traten in Staffel I an; Energie Görlitz, ISG Hirschfelde und Aufsteiger Chemie Weißwasser spielten in Staffel II, SG Leipzig-Eutritzsch, Fortschritt Groitzsch und Aufsteiger Lokomotive Schleife in Gruppe III.
Die Spiele wurden an folgenden Tagen ausgetragen:
- 1. Spieltag: 24. Mai 1964: Staffel I in Rostock, Staffel II in Hirschfelde, Staffel III in Groitzsch
- 2. Spieltag: 07. Juni 1964: Staffeln I und II in Rathenow
- 3. Spieltag: 21. Juni 1964: Staffeln II und III in Leipzig
- 4. Spieltag: 05. Juli 1964: Staffeln I und III in Berlin
- 5. Spieltag: 15. und 16. August 1964: alle Staffeln in Görlitz

Abschlusstabelle:
| Platz | Mannschaft            | Punkte |
| 1.    | Energie Görlitz (M)   | 32:0   |
| 2.    | Motor Rathenow        | 22:10  |
| 3.    | ISG Hirschfelde       | 20:12  |
| 4.    | Einheit Rostock       | 18:14  |
| 5.    | Lokomotive Schwerin   | 15:17  |
| 6.    | SG Leipzig-Eutritzsch | 12:20  |
| 7.    | Lok Schleife (N)      | 12:20  |
| 8.    | Fortschritt Groitzsch | 11:21  |
| 9.    | Chemie Weißwasser (N) | 2:30   |

## Männer
Die Mannschaften spielten wie in den Vorjahren in zwei Staffeln, wobei gegenüber dem Vorjahr Empor Rudolstadt wieder in Staffel II wechselte und die beiden Mannschaften der Aufsteiger aus Dresden in Staffel I eingruppiert wurden. An den Spieltagen 1 und 3 spielten die Staffeln untereinander und an den Spieltagen 2 und 4 gegen die Mannschaften der anderen Staffel.
ISG Hirschfelde I und II, Fortschritt Zittau, SG Eutritzsch und die Aufsteiger Motor Dresden Ost und Rotation Dresden Mitte spielten in Staffel I; Chemie Zeitz, Empor Rudolstadt, Motor West Erfurt, Lok Wittstock, Empor Barby und Einheit Halle in Staffel II.
Die Spiele wurden an folgenden Tagen ausgetragen:
- 1. Spieltag: 31. Mai 1964: Staffel I in Leipzig, Staffel II in Barby
- 2. Spieltag: 20./21. Juni 1964 in Zeitz
- 3. Spieltag: 26. Juli 1964: Staffel I in Hirschfelde, Staffel II in Erfurt
- 4. Spieltag: 15./16. August 1964 in Görlitz

Abschlusstabelle:
| Platz | Mannschaft                 | Punkte |
| 1.    | Chemie Zeitz (M)           | 44:0   |
| 2.    | ISG Hirschfelde            | 38:6   |
| 3.    | Fortschritt Zittau         | 34:10  |
| 4.    | Einheit Halle              | 24:20  |
| 5.    | SG Leipzig-Eutritzsch      | 20:24  |
| 6.    | Empor Rudolstadt           | 19:25  |
| 7.    | Motor Dresden Ost (N)      | 19:25  |
| 8.    | Motor West Erfurt          | 18:26  |
| 9.    | Lok Wittstock              | 15:29  |
| 10.   | Rotation Dresden Mitte (N) | 14:30  |
| 11.   | Empor Barby                | 10:34  |
| 12.   | ISG Hirschfelde II         | 9:35   |

Auf-/Abstieg: Am 29. und 30. August 1964 fanden in Tangermünde die Aufstiegsspiele statt. Die acht dafür qualifizierten Mannschaften spielten in einer Einfachrunde. Es qualifizierten sich dafür die Sieger und Zweitplatzierten der vier Staffeln.
Aufstiegsrunde:
| Platz | Mannschaft              | Staffel        |
| 1.    | Energie Görlitz         | 2. Staffel IV  |
| 2.    | Fortschritt Glauchau I  | 1. Staffel III |
| 3.    | Lok Dresden             | 1. Staffel IV  |
| 4.    | Chemie Zeitz II         | 1. Staffel II  |
| 5.    | Fortschritt Glauchau II | 2. Staffel III |
| 6.    | Lok Güstrow             | 1. Staffel I   |
| 7.    | Motor Rathenow          | 2. Staffel I   |
| 8.    | Aktivist Böhlen         | 2. Staffel II  |

## Weblink
- Faustball-DDR-Meisterschaften auf sport-komplett.de